# Народный суверенитет (США)

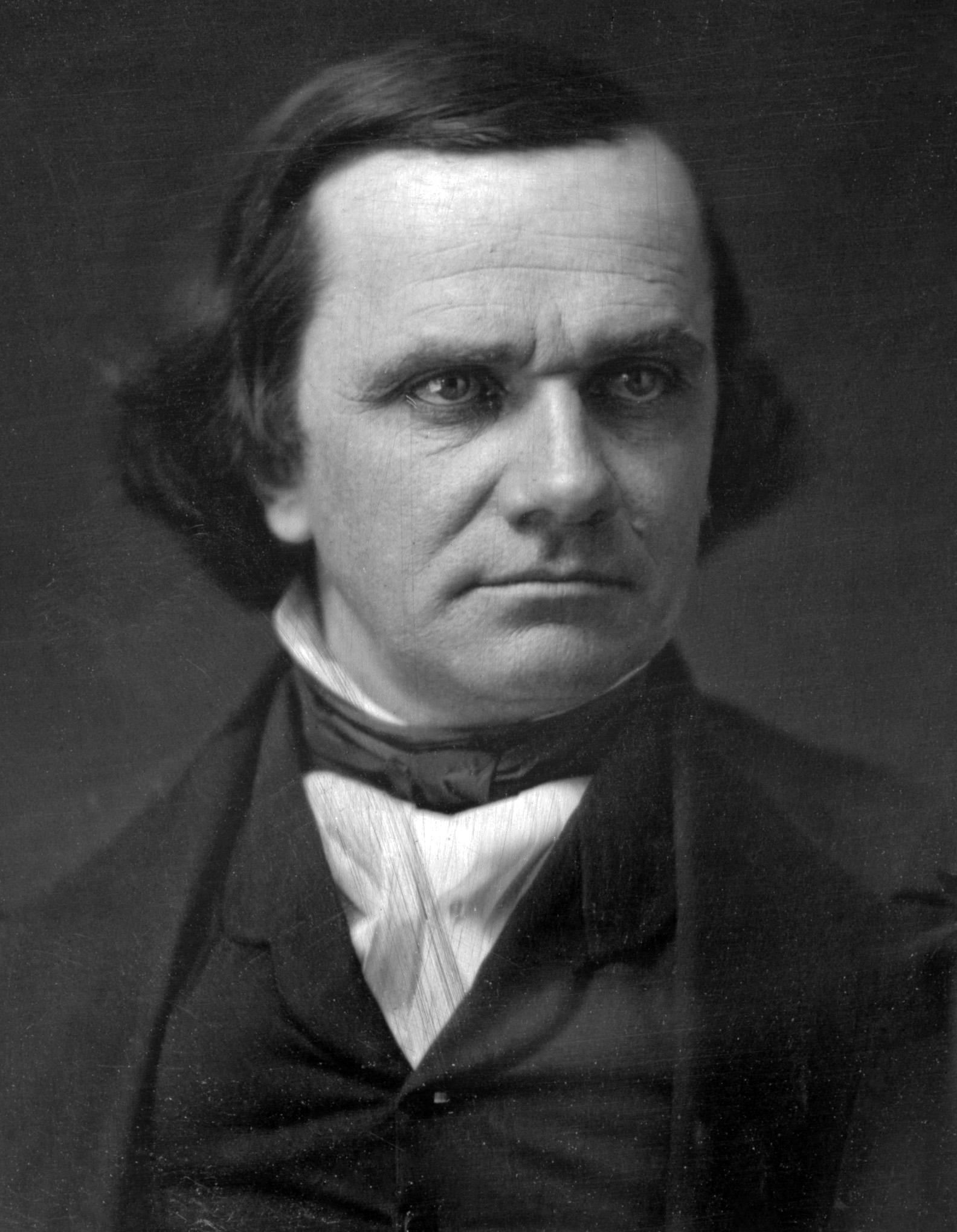
Сенатор от Иллинойса Стивен Дуглас был сторонником доктрины народного суверенитета

В контексте истории США народный суверенитет (англ. Popular sovereignty) — противоречивая политическая доктрина, согласно которой жители территорий США (то есть земель, не входящих в состав штатов, но находящихся под управлением правительства) могли самостоятельно решать, будет ли на их территории разрешено рабство. Идея народного суверенитета была выдвинута сенатором от Мичигана Льюисом Кассом в попытке ослабить противоречия между северными и южными демократами и продвинута сенатором от Иллинойса Стивеном Дугласом во время принятия закона Канзас-Небраска. Однако на практике народный суверенитет привёл к жестокой борьбе на территории Канзаса между сторонниками и противниками рабства, вылившимися в локальную гражданскую войну, чем показал свою несостоятельность и только привёл к усилению противоречий.

## История
После американо-мексиканской войны США получили много земель, ранее принадлежавших Мексике, в связи с чем возник вопрос о статусе рабства на новых западных территориях. В 1846 году конгрессмен от Пенсильвании Дэвид Уилмот внёс поправку, которая запрещала рабство на территориях, приобретённых после войны, но она была отклонена Сенатом. Сенатор Льюис Касс стремился предотвратить внесение таких предложений в будущем и выдвинул идею народного суверенитета, согласно которой жители федеральных территорий должны были самостоятельно решить, каким статусом на их территориях будет обладать рабство. Касс и его сторонники считали, что таким образом в соответствии с принципами демократического общества будущее будет определяться свободными гражданами.
Однако на практике оставались вопросы о том, как определить, кто считается жителем той или иной территории и как бороться с возможностью фальсификации выборов в таких условиях. Несмотря на это Касс рассчитывал, что его предложение поможет снизить напряжение между северными и южными демократами, но этого не случилось. На этом фоне сенатор Генри Клей разработал компромисс 1850 года, согласно которому принцип народного суверенитета применялся на созданных территориях Юта и Нью-Мексико. Жители обеих должны были в скором времени проголосовать по вопросу статуса рабства на своих землях, но из-за их климата, неблагоприятного для создания традиционных южных плантаций, вопрос того, каким будут итоги голосования не вызывал споров.
В 1854 году демократический сенатор Стивен Дуглас надеялся использовать народный суверенитет для разрешения вопроса о рабстве на территориях Канзас и Небраска путём принятия закона Канзас-Небраска. Однако в итоге законопроект вызвал недовольство как севера, недовольного фактическим отказом от Миссурийского компромисса 1820 года, так и в некоторой степени юга, считавшего себя находившимся в меньшинстве и не имеющим шансов на распространение рабства на запад. Противники народного суверенитета, в особенности из Новой Англии, называли его «суверенитетом сквоттеров». Местные группы и организации на севере и юге стали поощрять жителей разных штатов переезжать в Канзас, чтобы оказать влияние на результаты голосования. В результате Канзас погрузился в насилие, что привело к фальсификациям на выборах и принятию нескольких противоречивых Конституций. Таким образом народный суверенитет показал свою неэффективность и только подтолкнул США к гражданской войне.